# CryoSat
CryoSat（クライオサット）は欧州宇宙機関(ESA)の地球観測衛星。レーダー高度計によって極圏の氷床・海氷を計測し、地球温暖化の進行が極地に存在する氷の融解に与える影響を調査する。衛星名のCryo-は冷凍・冷却を意味する接頭辞であり、本衛星の観測対象である地球表面の氷を示している。2005年に打ち上げに失敗したが、2010年に再製作したCryoSat-2の軌道投入に成功し観測ミッションを開始した。

## 概要
CryoSatはユニヴァーシティ・カレッジ・ロンドンのダンカン・ウィンガム気候物理学教授によって提案され、ESAの地球観測計画「Living Planet Programme」を構成する6基の人工衛星のうち、最初に軌道に乗せるべき衛星として1999年6月に選定された。搭載する観測機器は氷床・海氷の厚さと分布を計測するために設計された干渉合成開口レーダー高度計(SIRAL)であり、氷の季節変化と経年変化を高い分解能で観測する。また衛星自体の位置を精密に求めるためDORIS受信機とレーザー反射器を併せて搭載する。軌道は高緯度を観測する必要から軌道傾斜角92度の近極軌道が予定された。設計寿命は半年間の観測準備を含めて3年半。主契約社はEADS アストリアム、SIRALの開発はタレス・アレーニア・スペースが受注した。
CryoSatの打ち上げはユーロコット社が担当し、2005年10月8日にロシアのプレセツク宇宙基地からロコットロケットによって打ち上げられたが、第2段エンジンの燃焼停止と切り離しに失敗。第3段エンジンに点火できないまま大気圏に再突入し北極海に落下した。打ち上げ失敗の原因は飛行制御システムの不具合により第2段エンジンの燃焼終了コマンドが送られなかったことによる。喪失した衛星のコストは1億3600万ユーロとされる。
この失敗を受けたESAの地球観測プログラム委員会は翌2006年、ほぼ同設計のCryoSat-2を製作し再打ち上げを行うことを決定した。CryoSat-2の打ち上げはISCコスモトラス社のドニエプルロケットによって行われ、2010年4月8日にバイコヌール宇宙基地の地下サイロから発射され所期の軌道投入に成功した。

## 観測機器
- 干渉合成開口レーダー高度計 SIRAL (Synthetic Aperture Interferometric Radar Altimeter)

Kuバンド（13.575GHz）のマイクロ波で観測を行い、LRM（低解像度）モード、SARモード、SAR干渉モードの3種類の観測モードを持つ。楕円形開口面（1.4m×1.15m）のカセグレンアンテナを2基並べて搭載し、SAR干渉モードではこの2基のアンテナで基線長1.2mの干渉計を構成する。